# Постоянство памяти
«Постоянство памяти» (фр. La persistance de la mémoire) — картина художника Сальвадора Дали, созданная в 1931 году. Находится в Музее современного искусства в Нью-Йорке с 1934 года. Впервые показана в галерее Жюльена Леви в 1932 году. Широко известна и часто упоминается в популярной культуре, иногда её называют более описательными названиями, такими как «Мягкие часы» или «Тающие часы».

## Описание
Эта небольшая картина (24 × 33 см) — вероятно, самая известная работа Дали. Размягчённость висящих и стекающих часов — образ, выражающий уход от линейного понимания времени. Здесь присутствует и сам Дали в виде спящей головы, уже появлявшейся в «Мрачной игре» и других картинах. Сообразно своему методу, художник объяснял происхождение сюжета размышлением о природе сыра камамбер; пейзаж с Порт Лигат был уже готов, так что написать картину было делом двух часов. Вернувшись из кино, куда она ходила в тот вечер, Гала совершенно правильно предсказала, что никто, раз увидев «Постоянство памяти», уже его не забудет. Написанию картины, по-видимому, могли способствовать ассоциации, возникавшие у Дали при виде плавленого сыра (на это указывает его высказывание).
Оранжевые часы в левом нижнем углу картины покрыты муравьями. Дали часто использовал муравьёв в своих картинах как символ распада. Другое насекомое, присутствующее на картине, — муха, которая сидит на часах, расположенных рядом с оранжевыми часами. Кажется, что муха отбрасывает человеческую тень, когда на неё падает солнце.
В центре композиции можно распознать странного «монстра», которого Дали использовал в нескольких современных работах для самовыражения. Абстрактная форма становится своего рода автопортретом, часто появляясь в его творчестве. Создаётся впечатление, что это существо основано на фигурах из триптиха Иеронима Босха «Сад земных наслаждений».
За год до написания картины Дали разработал свой «параноидально-критический метод», намеренно вызывая психотические галлюцинации, чтобы вдохновить своё искусство. Несмотря на свою вовлечённость в деятельность, которая может показаться безумной, Дали утверждал, что на самом деле он не был сумасшедшим. Он заметил: «Разница между сумасшедшим и мной в том, что я не сумасшедший». Эта цитата подчеркивает осознание Дали своего психического состояния.